# Squid Game
Squid Game (hangul: 오징어 게임; RR: Ojing-eo Geim) är en sydkoreansk TV-serie som hade premiär på Netflix den 17 september 2021. Lee Jung-jae, Park Hae-soo, Jung Ho-yeon, Oh Yeong-su, Heo Sung-tae, Anupam Tripathi, Kim Joo-ryoung och Wi Ha-joon spelar huvudrollerna.
Serien har flest antal visningar någonsin för en TV-serie på Netflix. En andra säsong hade premiär den 26 december 2024, och den tredje och sista säsongen hade premiär 27 juni 2025.

## Handling
Serien handlar om en grupp på 456 personer, från alla samhällsskikt men djupt skuldsatta, som inbjuds att spela en serie barnspel med livshotande konsekvenser för att få en chans att vinna 45,6 miljarder won (motsvarande cirka 335 miljoner svenska kronor).
Seong Gi-hun är en frånskild man som lever ett destruktivt leverne då han är kraftigt skuldsatt till följd av spelmissbruk. En dag får han en inbjudan att spela en rad barnspel med chans att vinna ett stort kontantpris. Han accepterar erbjudandet och förs till en okänd plats där han befinner sig bland 455 andra spelare som också är djupt skuldsatta. De medverkande spelarna bär gröna träningsoveraller och hålls under uppsikt hela tiden av maskerade vakter i rosa jumpsuits. Spelet bevakas av Front Man, som bär en svart mask och svart uniform. När en medverkande spelare avlider ökar prissumman som presenteras efter varje avslutande spelomgång.

## Rollista (i urval)
Siffror inom parentes anger karaktärens tilldelade nummer i Squid Game.

### Huvudroller
- Lee Jung-jae – Seong Gi-hun (456)
- Wi Ha-joon – Hwang Jun-ho, polismannen
- Lee Byung-Hun – Hwang In-ho, frontmannen (001)

#### Säsong 1
- Park Hae-soo – Cho Sang-woo (218)
- Jung Ho-yeon – Kang Sae-byeok (067)
- Oh Yeong-su – Oh Il-nam (001)
- Heo Sung-tae – Jang Deok-su (101)
- Anupam Tripathi – Abdul Ali (199)
- Kim Joo-ryoung – Han Mi-nyeo (212)

#### Säsong 2–3
- Lee Seo-hwan – Park Jung-bae, Gi-huns bästa vän (390)
- Im Si-wan – Lee Myung-gi (333)
- Kang Ha-neul – Kang Dae-ho (388)
- Park Sung-hoon – Cho Hyun-ju (120)
- Lee Jin-wook – Park Gyeong-seok (246)
- Yang Dong-geun – Park Yong-sik (007)
- Jo Yu-ri – Kim Jun-hee (222)
- Kang Ae-shim – Jang Geum-ja (149)
- Park Gyu-young – Kang No-eul, vakt 011
- Jeon Seok-ho – Choi Woo-seok

### Återkommande roller

#### Säsong 1
- Lee Yoo-mi – Ji-yeong (240)
- Lee Ji-ha – spelare 070
- Kim Young-ok – Gi-huns mamma
- Kang Mal-geum – Gi-huns ex-maka

#### Säsong 2
- Lee David – Park Min-su (125)
- Roh Jae-won – Nam-gyu (124)
- Choi Seung-hyun – Choi Su-bong / Thanos (230)
- Won Ji-an – Se-mi (380)
- Kim Si-eun – Kim Young-mi (095)
- Baek Seung-chul – Kwon Byeong-su (047)
- Oh Dal-su – Sea Captain Park